# Reichssicherheitshauptamt

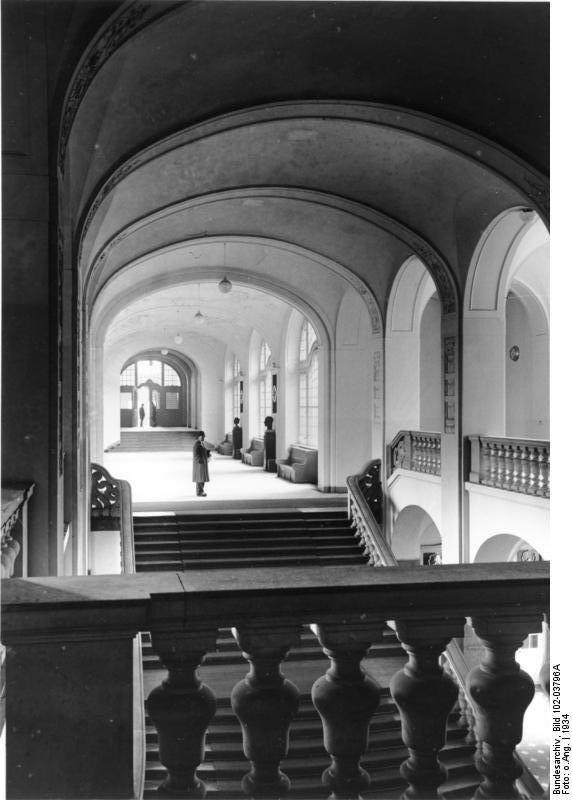
Wnętrze gmachu przy Prinz-Albrecht-Straße 8 (obecnie Niederkirchnerstraße) w Berlinie

Reichssicherheitshauptamt (RSHA, z niem. Główny Urząd Bezpieczeństwa Rzeszy) – centrala państwowej policji bezpieczeństwa (Sicherheitspolizei – Sipo) i służby bezpieczeństwa (Sicherheitsdienst – SD), jeden z dwunastu urzędów SS.

## Historia
RSHA został utworzony 27 września 1939 na mocy rozkazu Heinricha Himmlera (obowiązującego od 1 października 1939). W skład RSHA wchodziła połączona Tajna policja państwowa Geheime Staatspolizei – „Gestapo”, policja kryminalna – Kriminalpolizei, czyli „Kripo” (Kripo i Gestapo łącznie nazywano Policją Bezpieczeństwa – Sipo, Sicherheitspolizei), oraz służba bezpieczeństwa Sicherheitsdienst, SD, której głównym zadaniem było badanie nastrojów społecznych w Rzeszy. RSHA wyróżniał się podwójnym podporządkowaniem, będąc jednocześnie jednym z głównych urzędów Reichsführung SS i departamentami Ministerstwa Spraw Wewnętrznych. Pierwszym szefem RSHA był Reinhard Heydrich (jako Szef Policji Bezpieczeństwa i Służby Bezpieczeństwa – Chef der Sicherheitspolizei und des SD w skrócie CSSD) od 1939, do swojej śmierci w 1942. Po śmierci Reinharda Heydricha, który zmarł w wyniku ran odniesionych podczas zamachu w Pradze, kierownictwo nad RSHA objął tymczasowo Bruno Streckenbach. Jego miejsce zajął w styczniu 1943 już na stałe Ernst Kaltenbrunner, sprawując owo stanowisko do końca wojny. Reichssicherheitshauptamt (RSHA) nadzorował również Einsatzgruppen – oddziały specjalne, które dopuściły się masowych mordów w krajach okupowanych przez III Rzeszę, zwłaszcza w Związku Radzieckim i Polsce.

## Struktura
RSHA dzielił się początkowo na 6, później na 7 departamentów (po niemiecku Amt):
- Departament I: Administracja i prawo (dla całego RSHA). Kierowali nim kolejno: dr Werner Best (październik 1939 – lipiec 1940), Bruno Streckenbach (lipiec 1940 – styczeń 1943), Schulz (luty 1943 – listopad 1943) i Ehrlinger (listopad 1943 – maj 1945)
- Departament II – Sprawy organizacyjno-finansowe, podział na 4 jednostki organizacyjne. Departamentem kierowali kolejno: dr Werner Best (październik 1939 – lipiec 1940), później płk dr Hans Nockenmann, Siegert i Spacil
  - II A: Lokale, budżet, płace
  - II B: Sprawy ekonomiczne, kontakty z Ministerstwem Sprawiedliwości, areszty (z wyjątkiem więzień i obozów), transport aresztantów
  - II C: Administracja materialna służb czynnych Sipo-SD
  - II D: Grupa techniczna (szczególnie służby transportowe)
- Departament III – Sicherheitsdienst, sprawy wewnętrzne, Partia. Czynny wywiad podzielony na 5 grup. Służba główna liczyła 300-400 agentów. Kierował nim SS-Gruppenfürher Otto Ohlendorf (październik 1939 – maj 1945)
  - III A: Aparat prawno-administracyjny Rzeszy (podgrupa III A 4 sporządzała raporty o postawach i nastrojach społeczeństwa)
  - III B: Kwestie dotyczące „wspólnoty elitarnej Rzeszy”: mniejszości etniczne, problemy rasowe, zdrowie publiczne
  - III C: Kultura, nauka, edukacja, sztuka, prasa – inwigilacja środowisk religijnych
  - III D: Sprawy gospodarcze, szpiegostwo przemysłowe, szpiegowanie przemysłowców, zaopatrzenie, siła robocza, handel (podgrupa G kierowała „agentami honorowymi” – szpiegami z wyższych sfer)
- Departament IV – Tajna Policja Państwowa – Gestapo. Służba czynna o uprawnieniach wykonawczych (prawo aresztowania) w sprawach politycznych. Centrala zatrudniała 1500 agentów. Główne zadania: poszukiwanie wrogów systemu i represjonowanie ich. Departament podzielony na 6 wydziałów. Całością kierował Heinrich Müller (październik 1939 – maj 1945)
  - IV A: Wrogowie nazizmu: marksiści, komuniści, reakcjoniści, liberałowie. Zwalczanie sabotażu oraz ogólne środki bezpieczeństwa. Funkcjonowało w nim do 6 sekcji
  - IV B: Aktywność polityczna kościołów katolickiego i protestanckiego, sekty religijne, Żydzi, masoneria. Podzielony na 5 sekcji. Sekcją IV B 4, zajmującą się „rozwiązaniem ostatecznym” kwestii żydowskiej, kierował Adolf Eichmann
  - IV C: Internowania, aresztowania prewencyjne. Prasa, sprawy NSDAP, dokumentacja, kartoteki
  - IV D: Tereny okupowane przez Niemcy. Cudzoziemscy robotnicy w Niemczech. Podzielony na 4 sekcje. Sekcja IV D 4 zajmowała się Europą Zachodnią: Holandią, Belgią i Francją. Jej kierownik, Karl Heinz Hoffmann, wydał rozkaz przeprowadzenia akcji „Nacht und Nebel” (Noc i mgła), podczas której zginęły tysiące deportowanych
  - IV E: Kontrwywiad. Podzielony na 6 sekcji
    - IV E 1: Ogólne sprawy kontrwywiadu. Kontrwywiad w fabrykach Rzeszy
    - IV E 2: Ogólne sprawy gospodarcze
    - IV E 3: Państwa zachodnie
    - IV E 4: Państwa Europy Północnej
    - IV E 5: Państwa Europy Wschodniej
    - IV E 6: Państwa Europy Południowej

  - IV F: Policja Graniczna, paszporty, dowody osobiste, Policja do spraw cudzoziemców
  - Referat N: utworzona w roku 1941 niezależna grupa nadzorująca centralizację wszystkich wywiadów
- Departament V – Państwowa Policja Kryminalna – Kripo. Służba czynna o uprawnieniach wykonawczych w sprawach przestępczości kryminalnej. Zatrudniał w centrali 1200 funkcjonariuszy. Podzielony na 4 wydziały. Kierowali nim kolejno: Arthur Nebe (październik 1939 – 20 lipca 1944), Friedrich Panzinger (15 sierpnia 1944 – maj 1945)
  - V A: Policja kryminalna i środki zapobiegawcze
  - V B: Policja kryminalna – aparat represji. Zbrodnie i przestępstwa
  - V C: Służba identyfikacji i poszukiwań
  - V D: Instytut techniki kryminalnej SIPO (Gestapo + Kripo)
- Departament VI – Sicherheitsdienst-Ausland. Organ NSDAP. Wywiad zagraniczny. Zatrudniał w centrali 300-500 agentów. Podzielony początkowo na 6, a później na 8 wydziałów. Departamentem kierowali kolejno: Heinz Jost (październik 1939 – styczeń 1941), Walter Schellenberg (22 czerwca 1941 – maj 1945); zastępca: Wilhelm Hoettl
  - VI A: Organizacja Służby Wywiadu. Kontrola pracy sekcji SD (uprawnienia odebrane w roku 1941)
  - VI B: Europa Zachodnia (3 sekcje)
    - VI B 1: Francja
    - VI B 2: Hiszpania i Portugalia
    - VI B 3: Afryka Północna

  - VI C: Szpiegostwo w rosyjskiej strefie wpływów. W wydziale funkcjonowały m.in. sekcje:
    - VI C 2: Sekcja Specjalna – sabotaż na terenie ZSRR
    - VI C 13: Sekcja arabska i Sonderreferat

  - VI D: Szpiegostwo w amerykańskiej strefie wpływów
  - VI E: Szpiegostwo w Europie Wschodniej
  - VI F: Środki techniczne na potrzeby Departamentu VI, który posługiwał się wieloma firmami za granicą Rzeszy i tysiącami agentów. Jednym z najsłynniejszych był Elyas Bazna (kryptonim Cicero), którego prowadził w Ankarze SS-Sturmbannfürher Moyzisch, ulokowany tam przez Schellenberga
  - VI G: utworzony przez Schellenberga w roku 1942, którego celem było wykorzystywanie informacji naukowych
  - Sekcja S: przygotowująca i prowadząca „sabotaż materialny, moralny, polityczny”, dowodzona przez Otto Skorzenego
- Departament VII – Dokumentacja pisemna. Zagadnienia światopoglądowe i ideologiczne wśród wrogów systemu – masonów, Żydów, duchownych, liberałów, marksistów. Organ NSDAP, tworzony przez członków SD. Kierował nim Franz Alfred Six. Podzielony na 3 wydziały
  - VII A: Gromadzenie dokumentacji
  - VII B: Wykorzystanie dokumentacji, sporządzanie syntez, noty biograficzne, komentarze
  - VII C: Archiwa centralne; doskonalenie metod segregacji, eksploatacji i fiszkowania; muzeum, biblioteka i fonoteka dla całej RSHA

## Szefowie Głównego Urzędu Bezpieczeństwa Rzeszy
- Reinhard Heydrich – 1939-1942
- Bruno Streckenbach (pełniący obowiązki szefa urzędu) – 1942-1943
- Ernst Kaltenbrunner – 1943-1945

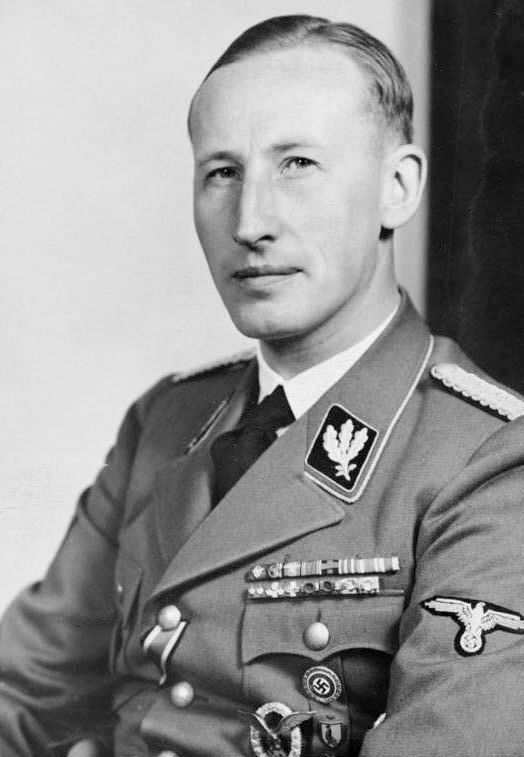
Reinhard Heydrich, pierwszy szef RSHA w latach 1939–1942. Sprawował swój urząd aż do zamachu z 1942. Po śmierci Heydricha funkcję szefa RSHA (1942-1943) pełnił Bruno Streckenbach.
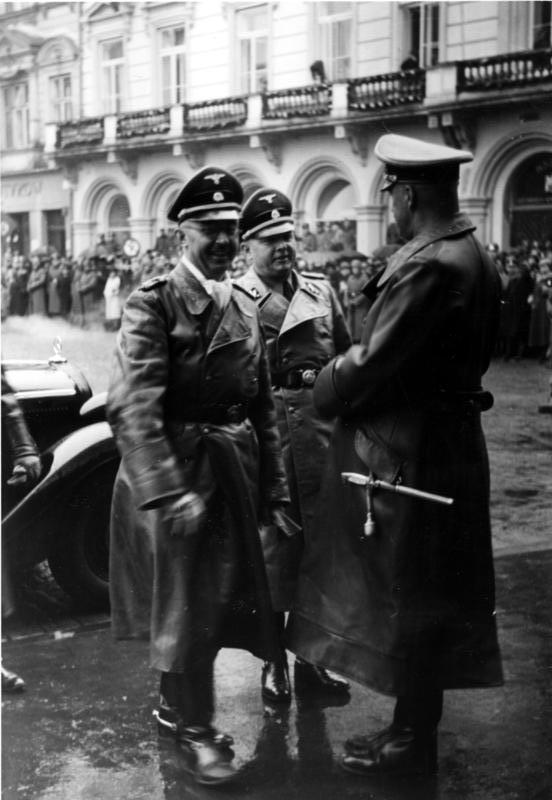
Bruno Streckenbach (stoi w środku), po śmierci Heydricha w 1942 roku czasowo pełnił obowiązki szefa RSHA. Po wojnie skazany na 25 lat ciężkich robót. W 1955 roku amnestionowany.
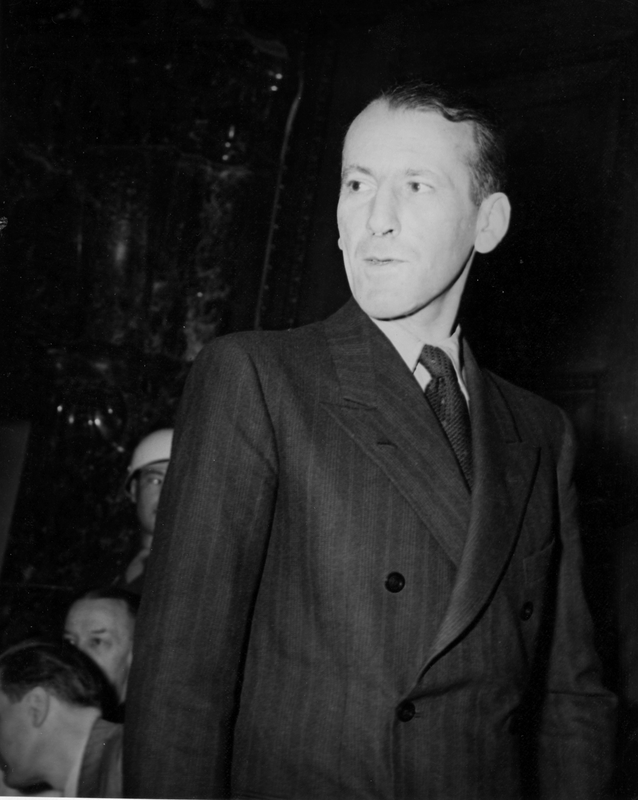
Ernst Kaltenbrunner, ostatni szef RSHA w latach 1943–1945. W 1943 zastąpił Streckenbacha. W 1946 został skazany przez Międzynarodowy Trybunał Wojskowy w Norymberdze na karę śmierci i stracony.